# Руджиноаса (Ясси)
Руджиноаса (рум. Ruginoasa) — село у повіті Ясси в Румунії. Входить до складу комуни Руджиноаса.
Село розташоване на відстані 317 км на північ від Бухареста, 56 км на захід від Ясс.

## Населення
За даними перепису населення 2002 року у селі проживала 1951 особа, з них 1949 осіб (99,9%) румунів. Рідною мовою 1949 осіб (99,9%) назвали румунську.